# 楊所蘊
杨所蕴（1572年—1651年），字鴻倩，號岣嵝，湖广德安府安陆县人，明朝政治人物。

## 生平
萬曆三十四年（1606年）丙午科湖广乡试举人，三十五年（1607年）丁未科进士，兵部观政，三十六年二月授河南洛阳知县，值福王就封，中珰横甚，悉以理法裁抑之，迄無所扰。四十年补武进知县，四十四年升户部主事，四十七年升贵州司员外，四十八年德州管仓，本年升郎中，再升顺庆府知府，天启二年被革职。归乡筑建「小有园」别业，啸咏其中，卒年八十。墓在县南十五里杨家庄。

## 家族
曾祖杨茂祥。祖父杨鹤。父杨沾雲，巡检。母萬氏，継母嚴氏。具庆下。弟杨所荩。